# SNEE
Svenska Nätverket för Europaforskning i Ekonomi är ett nationellt forskningsnätverk som arbetar för att gynna svensk, ekonomisk forskning med inriktning på europeisk integration. 
Arbetet sker bland annat genom att arrangera seminarier och konferenser, genom att organisera forskningsprojekt som syftar till publikation av forskningsresultat i bokform på internationella förlag, samt genom att i samarbete med motsvarande nätverk inom juridik och statsvetenskap årligen ge ut en antologi med aktuell Europaforskning på svenska, årsboken Europaperspektiv.
Nätverket bildades på initiativ från regeringen under 1998.